# 桃園市立觀音國民中學
桃園市立觀音國民中學，簡稱觀音國中、觀中，位於中華民國台灣桃園市觀音區。

## 校園歷史

### 學制演變
- 1966年：成立桃園縣立觀音初級中學觀音分部。
- 1968年：九年國教實施，奉准獨立為桃園縣立觀音國民中學。
- 2001年：成立附設補習學校。
- 2014年12月25日：因應桃園縣升格改制為直轄市，更名為桃園市立觀音國民中學。

### 歷任校長
| 任期 | 姓名       | 任職日期   | 離職日期   | 備註                                                           |
| ---- | ---------- | ---------- | ---------- | -------------------------------------------------------------- |
| 1    | 朱浩明先生 | 1968年8月  | 1974年7月  | 原桃園縣教育局督學轉任，調任桃園縣立文昌國民中學。             |
| 2    | 江德茂先生 | 1974年8月  | 1979年11月 | 調任桃園縣立興南國民中學。                                     |
| 3    | 姜仁倫先生 | 1979年11月 | 1985年7月  | 原桃園縣立瑞原國民中學校長轉任，調任桃園縣立東興國民中學。     |
| 4    | 謝榮三先生 | 1985年8月  | 1990年7月  | 原宜蘭縣立大同國民中學校長轉任，調任桃園縣立大園國民中學。     |
| 5    | 曾發田先生 | 1990年8月  | 1994年7月  | 原南投縣立北梅國民中學校長轉任，調任桃園縣立龍興國民中學。     |
| 6    | 林秀瓊女士 | 1994年8月  | 2010年7月  | 原桃園縣立大坡國民中學校長轉任，任職16年屆齡退休。             |
| 7    | 蘇美珍女士 | 2010年8月  | 2017年7月  | 原桃園縣立新屋國民中學教務主任升任，調任桃園市立瑞坪國民中學。 |
| 8    | 柯斯媛女士 | 2017年8月  | 2023年7月  | 原桃園市立富岡國民中學校長轉任，屆齡退休。                     |
| 9    | 黃博欽先生 | 2023年8月  | 現任       | 原桃園市立大坡國民中學校長轉任。                               |

## 學區
觀音里、廣興里、白玉里、大潭里、三和里、坑尾里、新興里、富林里（第12－13鄰）、武威里、保生里、金湖里（第3－5鄰）。

## 外部連結
- 桃園市立觀音國民中學 （页面存档备份，存于）